# 奥尔贝克
奥尔贝克（法語：Orbec，法語：[ɔʁbɛk] ⓘ），法国西北部城市，诺曼底大区卡尔瓦多斯省的一个市镇，隶属于利雪区，其市镇面积为10.14平方公里，2022年1月1日时人口数量为1,963人，在法国城市中排名第5,422位。
奥尔贝克位于卡尔瓦多斯省东南部，与厄尔省接壤，历史上为一个工商业中心，现有多条公路在此交汇。

## 地名来源
“奥尔”一名的来源尚不清楚，“贝克”一名则来源于诺曼语单词“Bekkr”，意为“河流”。

## 历史
奥尔贝克建成于公元10世纪，中世纪中后期为一个子爵都城。根据卡瓦尔多斯省档案局的记载，奥尔贝克在17世纪末曾发生饥荒。法国大革命后，奥尔贝克成为卡尔瓦多斯省的一个市镇，同时也是该省的一个地区行署，1800年地区行署改为副省会，并迁至利雪。工业革命期间，多条地方铁路在此交汇。19世纪中后期，奥尔贝克因纺织业而得到发展。二战后，因手工业萎缩，当地人口持续下降。

## 地理

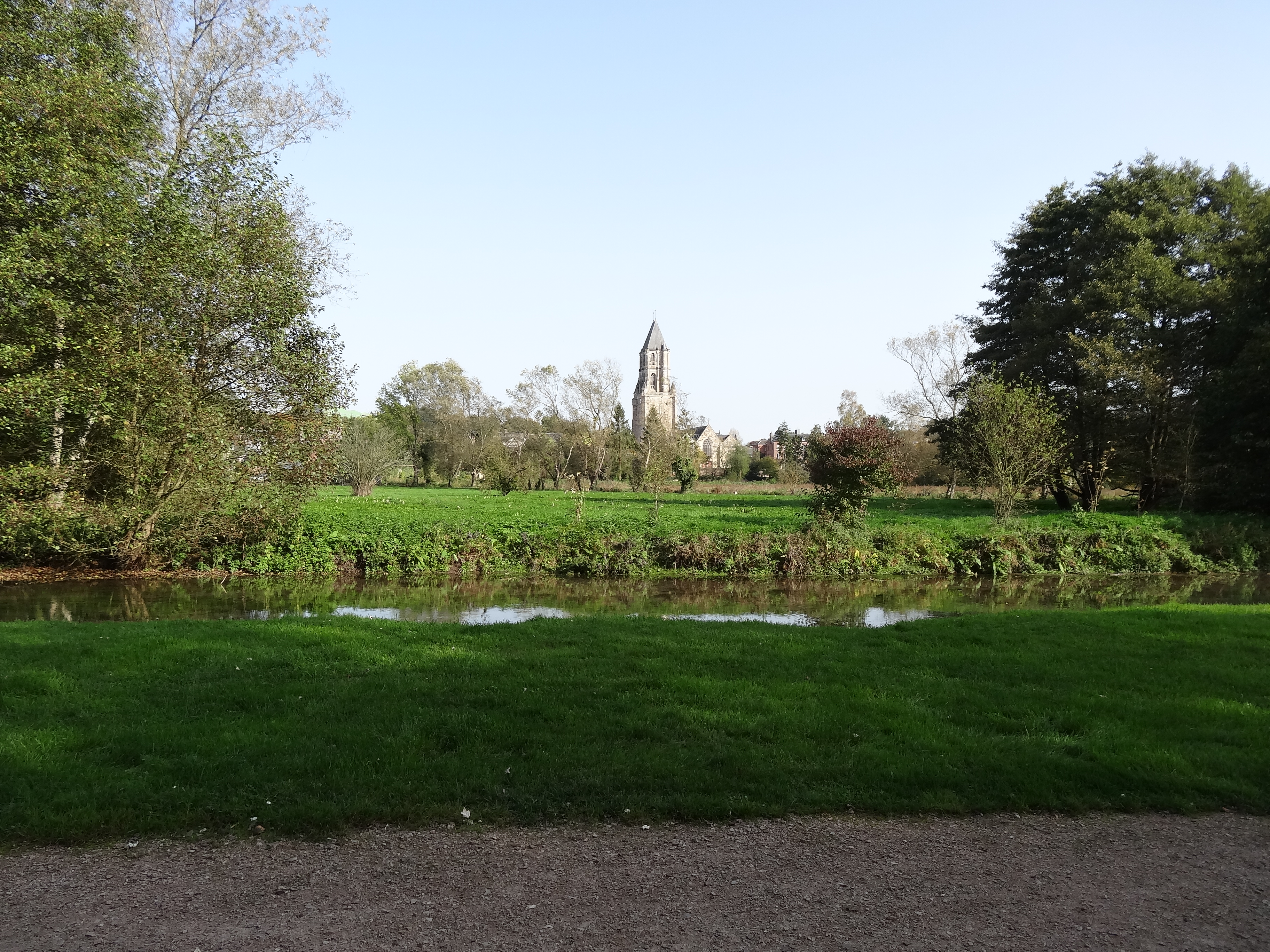
奥尔贝克附近的一处绿地

奥尔贝克位于法国西北部，诺曼底大区中部和卡尔瓦多斯省东南部，距离省会卡昂大约73公里。与奥尔贝克接壤的市镇包括：圣马丹德比安费特-拉克雷索尼耶尔、圣日尔曼拉康帕尼、拉韦皮耶尔-弗里亚代勒、利瓦罗派多日。

### 地形
奥尔贝克位于诺曼底丘陵北部，境内以浅丘为主，市中心地势较为平坦，全境海拔在90到193米之间。

### 水文
奥尔比凯河自东南向西北流经奥尔贝克市中心。

### 植被
奥尔贝克属于温带落叶林区，市区周边东、北、西三侧均有大片天然森林分布。
在鲜花城市的评比中，奥尔贝克被评为1星级鲜花城市。

### 气候
奥尔贝克在柯本气候分类法中属于温带海洋性气候。

## 行政区划
奥尔贝克是法国诺曼底大区卡尔瓦多斯省的一个市镇，编号为14478。奥尔贝克隶属于利雪区、卡尔瓦多斯省第三选区和利瓦罗县，同时也是利雪诺曼底城市圈公共社区的组成部分。
法国国家统计与经济研究所（简称）在进行数据统计时，未将奥尔贝克划入任何城市核心区（Unité urbaine）、城市区（Aire urbaine de Orbec）及城市辐射区（Aire d'attraction）。同时，还将奥尔贝克市镇整体看作一个“块区”（IRIS）。

## 交通

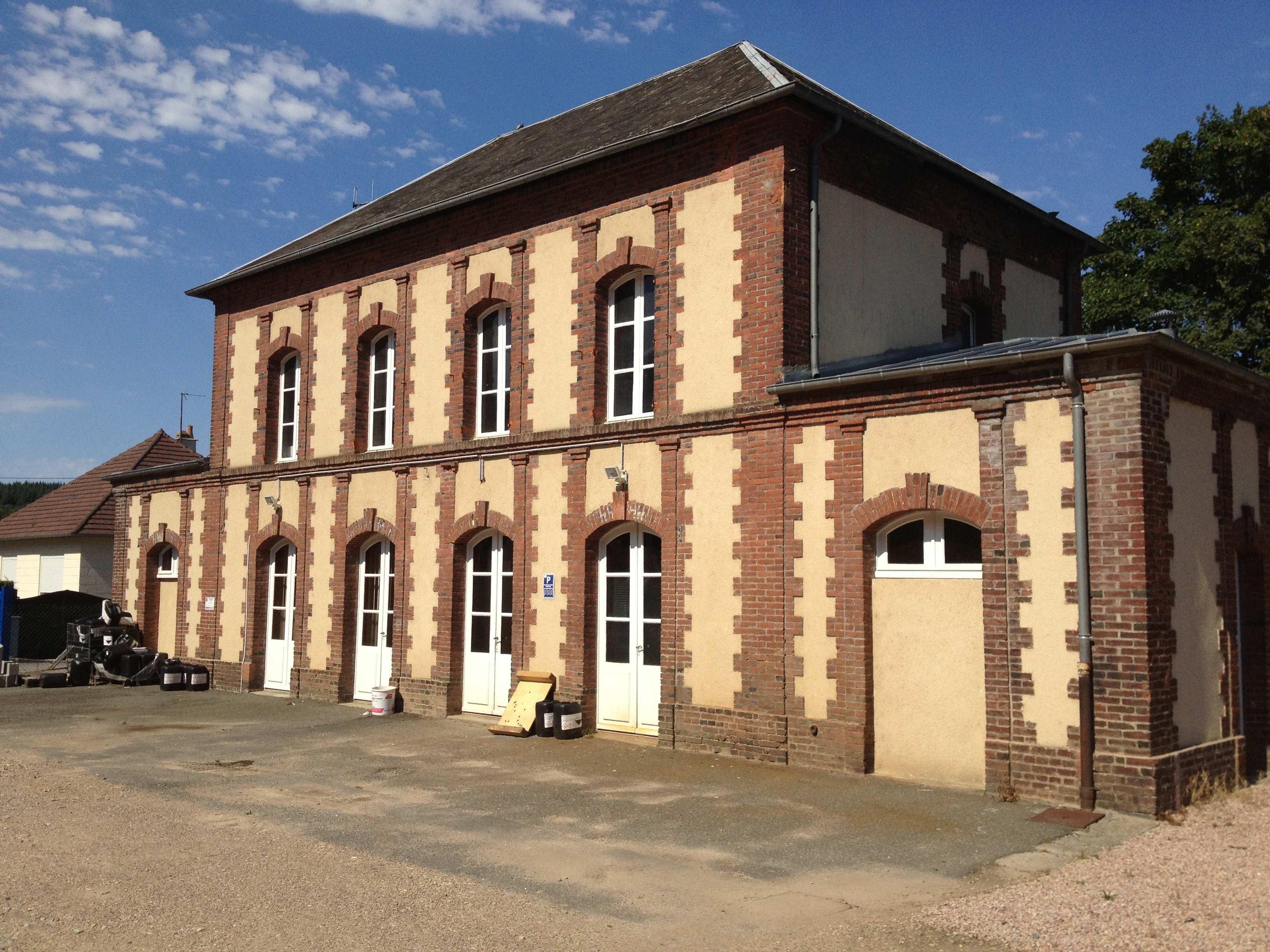
奥尔贝克火车站旧址

### 公路
A28高速公路经过奥尔贝克市区东部，通过15号出入口连接市区。此外卡尔瓦多斯省省道D4线、D46线、D130线、D145线、D212线和D519线在奥尔贝克境内交汇，诺曼底大区下属的城际客运提供巴士线路，可前往利雪。
2017年，54.9%的奥尔贝克家庭拥有至少一辆的私人汽车。2019年，奥尔贝克境内共发生各类交通事故3起，造成1人遇难，2人受伤。

### 铁路
距离奥尔贝克最近的铁路车站为利雪站，距离奥尔贝克市区大约16公里。

### 航空
距离奥尔贝克最近的民用航空站为巴黎-奥利机场，距离奥尔贝克市中心的公路里程约166公里。

### 城市公共交通
奥尔贝克境内暂无城市公共交通系统。

## 政治

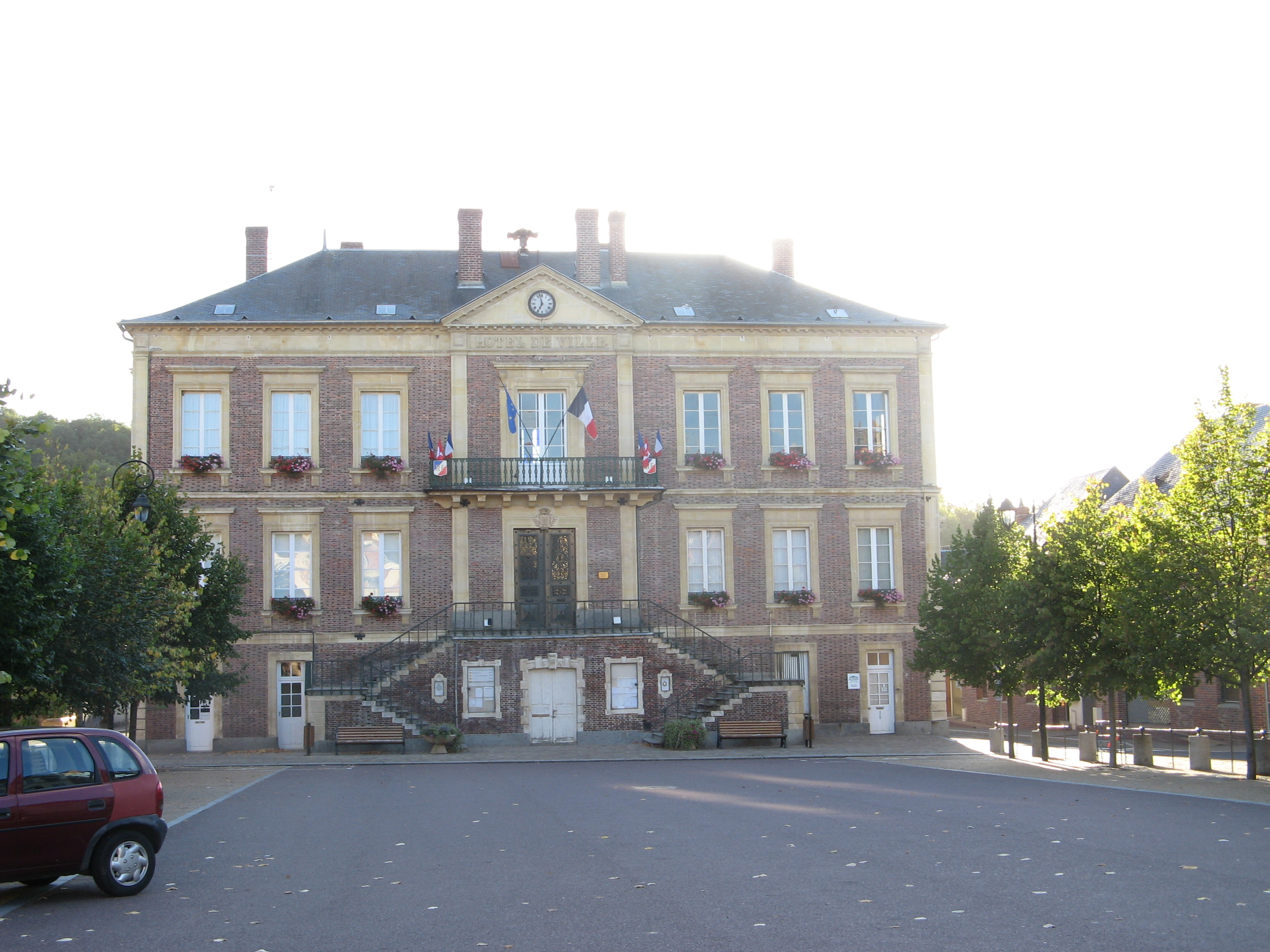
奥尔贝克市政厅

奥尔贝克的现任市长为艾蒂安·库尔先生（Étienne Cool），他是一名右翼无党派人士，在2020年的市政选举中获得了71.58%的支持率。
在2017年的法国总统大选中，法国第25任总统埃马纽埃尔·马克龙在奥尔贝克获得了53.36%的支持率。

## 人口
2018年，奥尔贝克市镇人口数量为1,988，在法国排名第5,422位。其中男性946人，女性1,067人，75岁及以上人口占14.6%，外籍人口数量为447人，人口密度为196人/平方公里，当地居民被称为（男性）或（女性）。2019年，奥尔贝克境内出生14人，死亡人口62人。
| 年份   | 1936  | 1946  | 1954  | 1962  | 1968  | 1975  | 1982  | 1990  | 1999  | 2006  | 2007  | 2012  | 2018  |
| ------ | ----- | ----- | ----- | ----- | ----- | ----- | ----- | ----- | ----- | ----- | ----- | ----- | ----- |
| 人口數 | 2,892 | 3,180 | 3,053 | 2,862 | 3,211 | 3,363 | 2,832 | 2,642 | 2,564 | 2,422 | 2,400 | 2,248 | 1,988 |

## 经济
奥尔贝克是一个区域性的中心城市，当地共有各类用人单位336家，平均历史为20年，其中98.98%为中小型企业（PME）。（奶酪生产）、（木业加工销售）及（化工产品生产销售）是当地2019年营业额最高的三个企业，分别为26,886,000欧元、4,068,000欧元和2,989,000欧元。

## 财政收入
2019年，奥尔贝克的财政收入总额为2,631,980欧元，财政支出总额为2,431,900欧元，当年的债务总额为3,299,590欧元。2020年，奥尔贝克共获得438,591欧元的国家财政补助，比上一年减少了0.08%。
2015年，奥尔贝克的人均月收入总额为2,091欧元，其中高级职员为4,226欧元，高于法国平均水平（4,103欧元）；中级职员为2,270欧元，高于法国平均水平（2,311欧元）；普通职员为1,735欧元，亦高于法国平均水平（1,662欧元）。
2017年，奥尔贝克境内的青壮年（15至64岁）失业率为20.7%，当地37.3%的家庭拥有纳税资格，平均纳税3,140欧元，低于法国平均水平（3,888欧元）。

## 社会事务

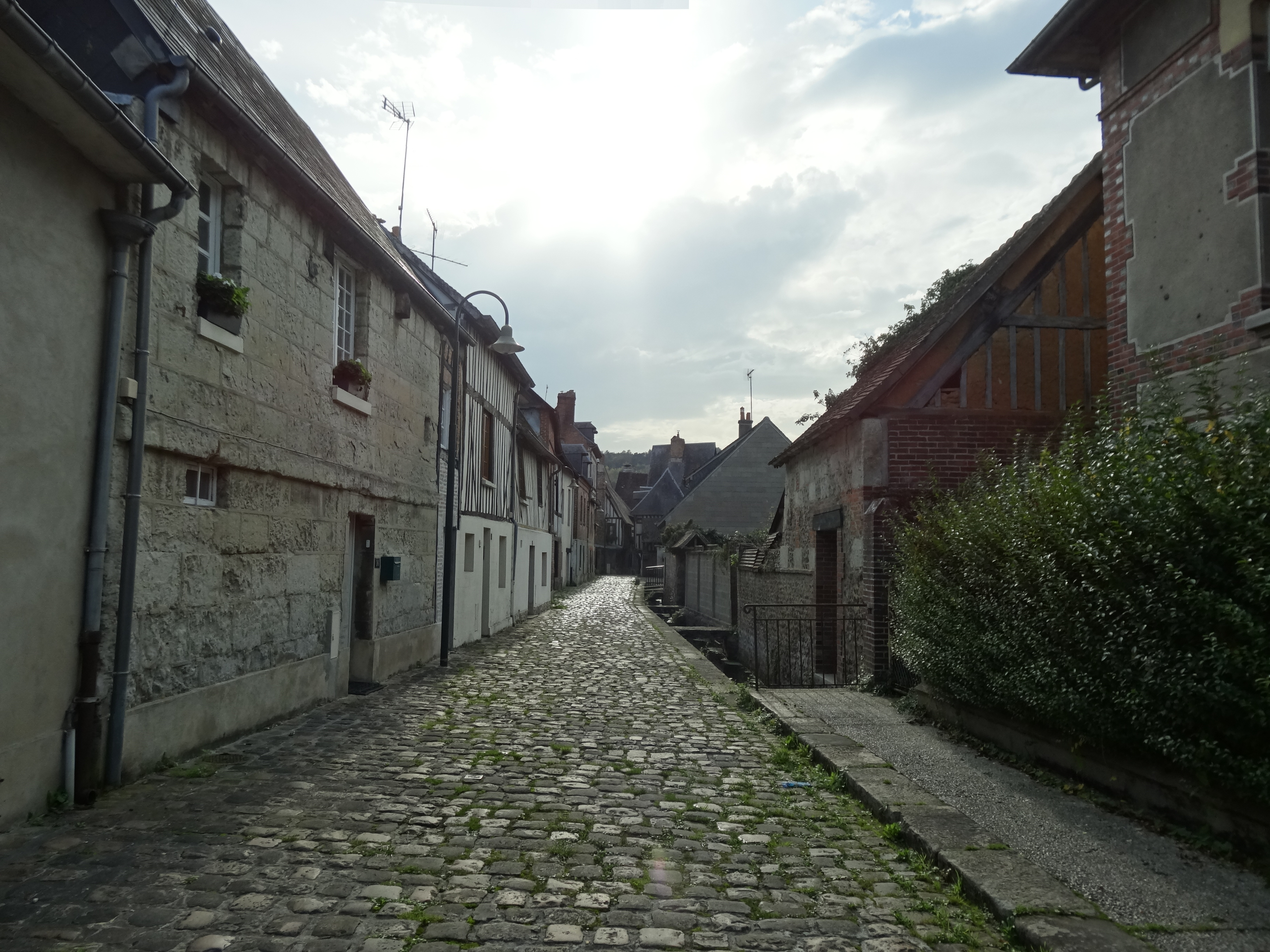
奥西耶街

### 教育
奥尔贝克属于卡昂学区。截止2019年1月1日，奥尔贝克境内共有2所小学和2所初级中学。2018至2019学年度，奥尔贝克境内共有在校中等教育阶段学生598名。

### 医疗
截止2019年1月1日，奥尔贝克境内共有全科医生4名、保健师5名、牙医2名、护士6名和助产士1名。境内共有药房2家、养老院1家、残疾人帮扶中心1家。
奥尔贝克是利雪中心医院的服务范围，后者是法国的一个区域性医疗机构，其主病区位于利雪，距离奥尔贝克市区大约17公里，该病区设有床位384个，是当地规模最大的公立综合性医院。

### 住房
2017年，奥尔贝克境内共有各类住房1,325套，其中71.2%为独立式居民区，28.3%为集中式居民区。常住房屋占奥尔贝克市镇范围内居民建筑总量的71.2%。
在住房保障政策方面，2017年，奥尔贝克境内共有299户家庭获得了住房经济补助，受益人数占总人口数量的14.9%，其中284份为房租补助。

### 商业
2019年，奥尔贝克境内共有各类实体商铺77家，其中餐厅10家、大型超市1家、杂货店2家、面包房6家、肉铺3家、书店3家、装饰品店1家、银行门店4家、美容美发店4家、汽车维修店6家。市中心北侧建有一家Intermarché超市。

### 体育
2019年，奥尔贝克境内共有1间体育馆、6处网球场、1处马术场以及1处足球或橄榄球场。
奥尔贝克-韦斯皮耶尔体育俱乐部（CS Orbecquois-Vesperois）是当地的一支足球队，2020至2021赛季参加卡尔瓦多斯省足球联赛。

### 环境
奥尔贝克的环境事务由其所属的公共社区负责。2019年，奥尔贝克境内暂无污染企业。

### 治安
2019年，奥尔贝克市镇范围内有1处宪兵队。
2014年，奥尔贝克及附近地区共发生各类案件1,056起，其中盗窃类案件706起，经济类案件105起，毒品交易类案件23起。

## 文化
2019年，奥尔贝克境内有1家博物馆。奥尔贝克市政府提供多媒体中心，向公众全年开放。

### 建筑
奥尔贝克境内有多处法国国家文物保护单位，其中奥尔贝克奥古斯汀教会大楼、克鲁瓦西宫等为当地的代表性建筑物。

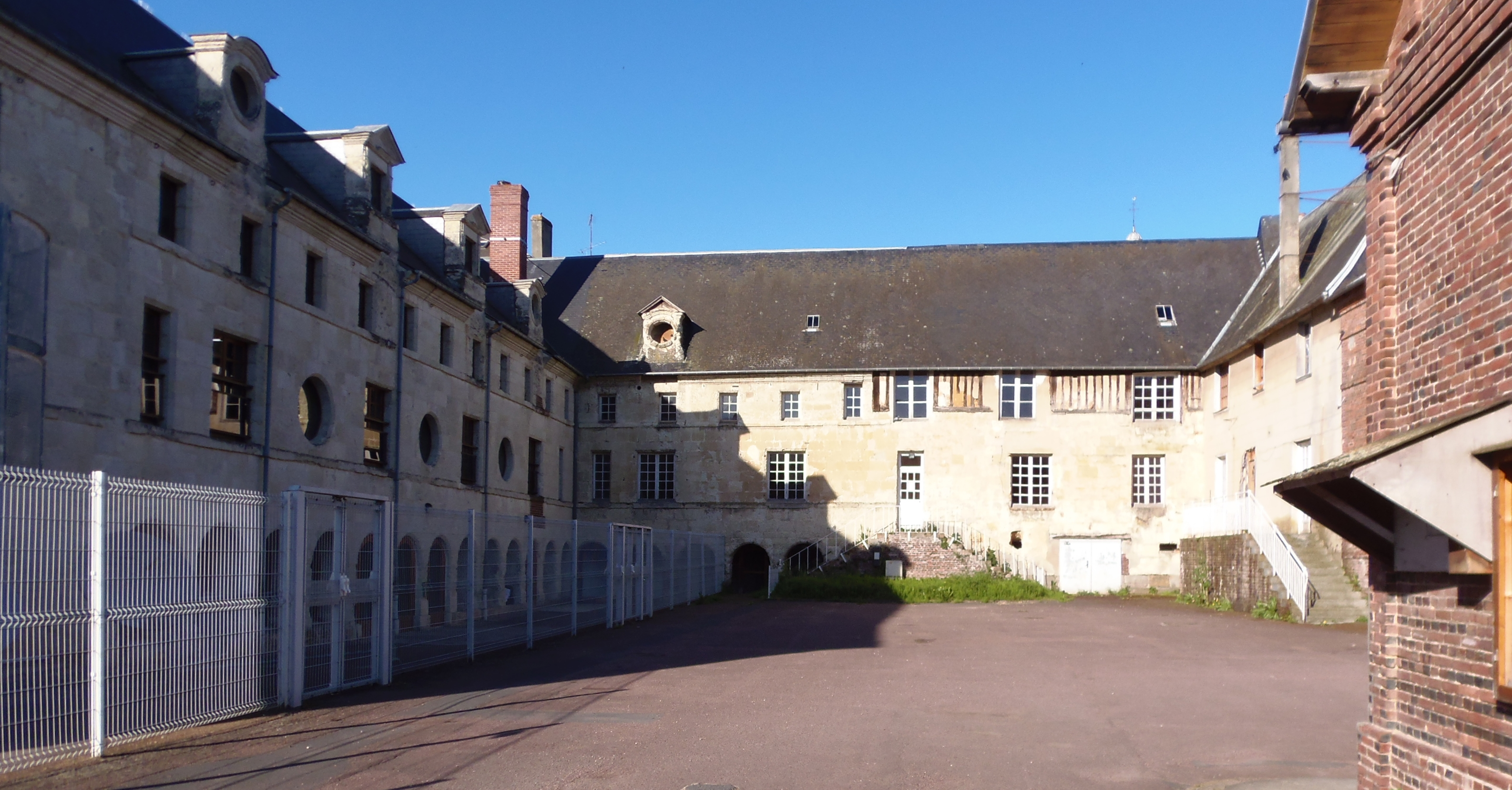
奥古斯汀教会（法语：Couvent des Augustines d'Orbec）大楼
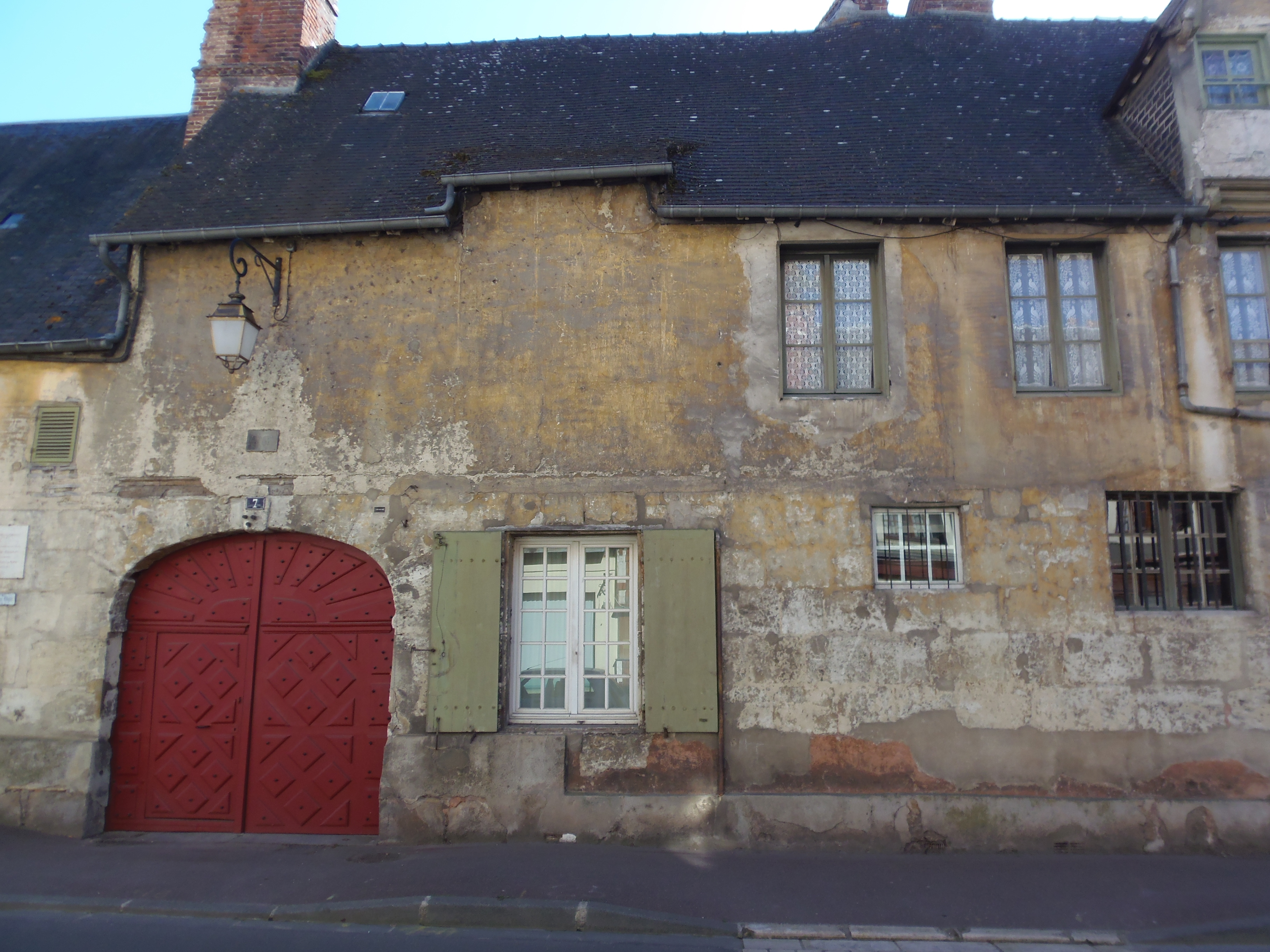
克鲁瓦西宫（法语：Hôtel de Croisy）
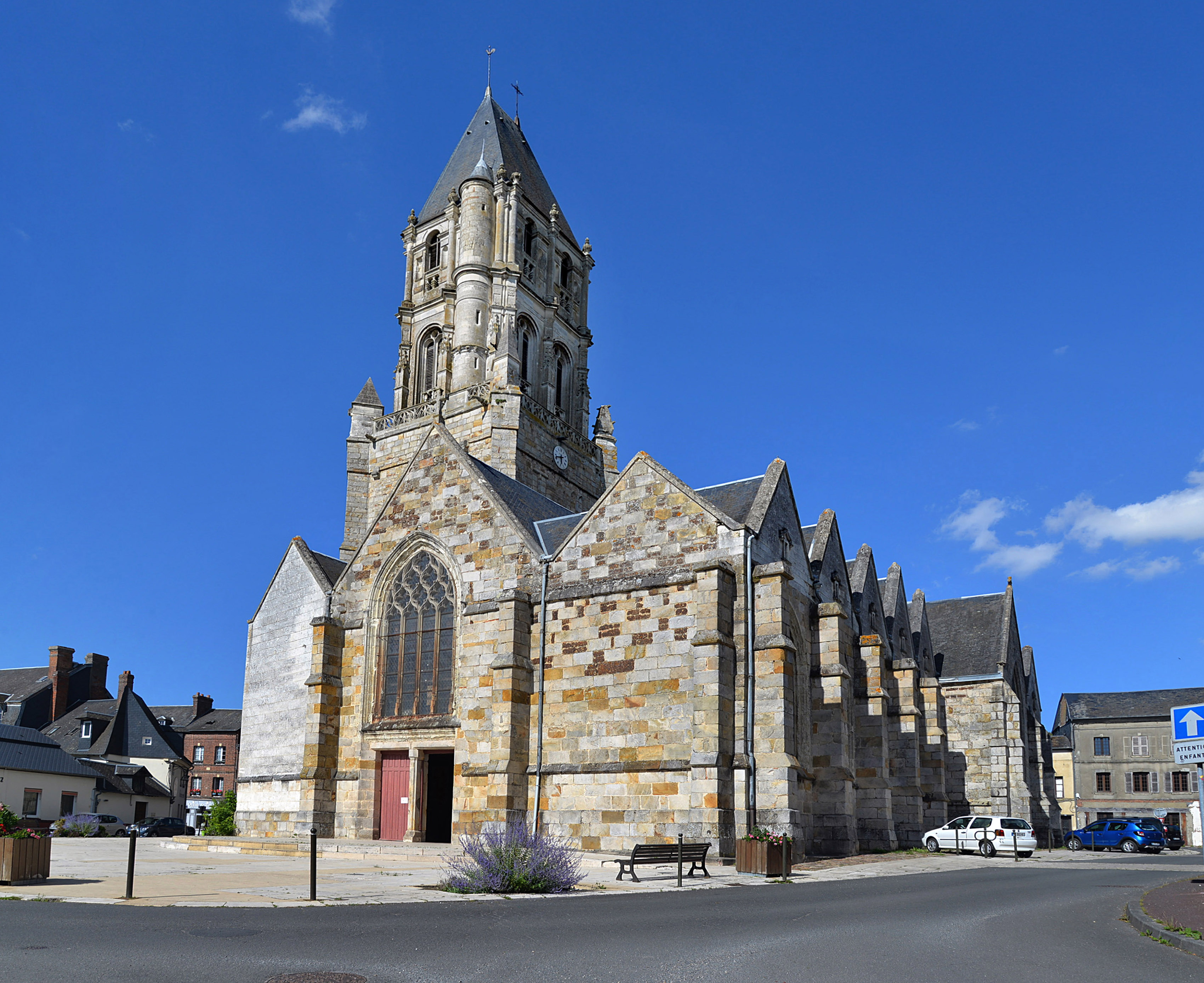
圣母教堂（法语：Église Notre-Dame d'Orbec）
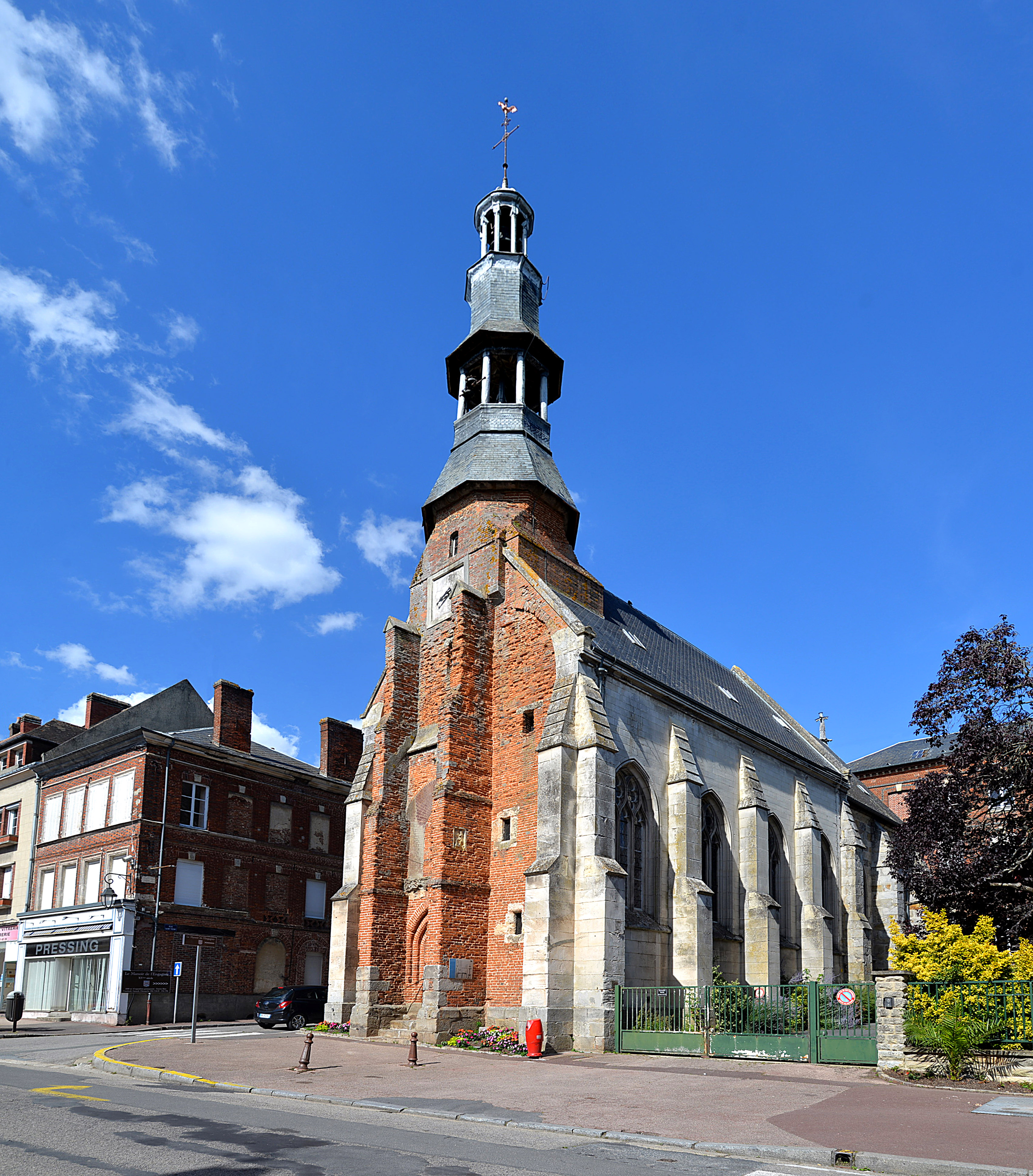
圣雷米小教堂
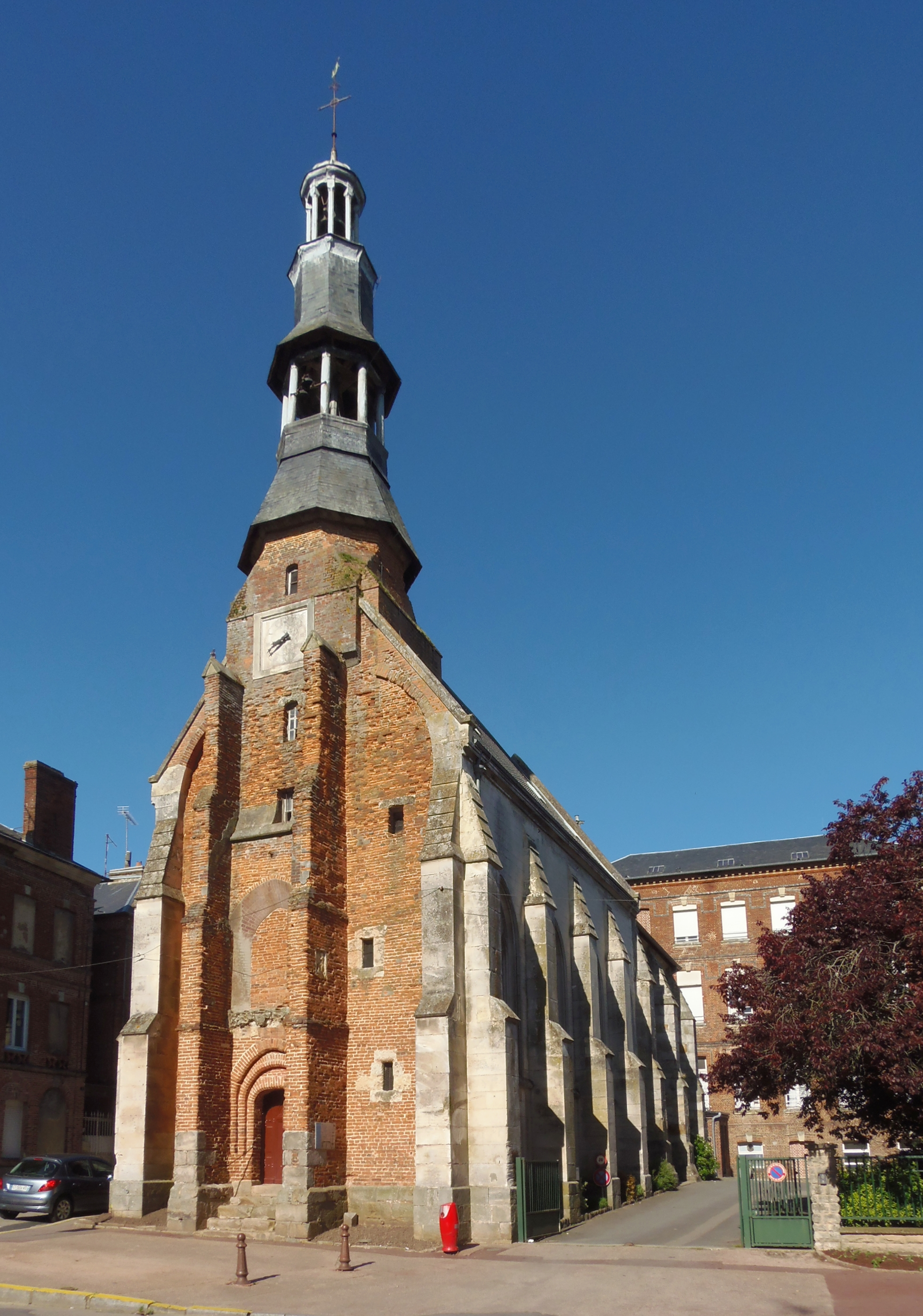
神学院小教堂
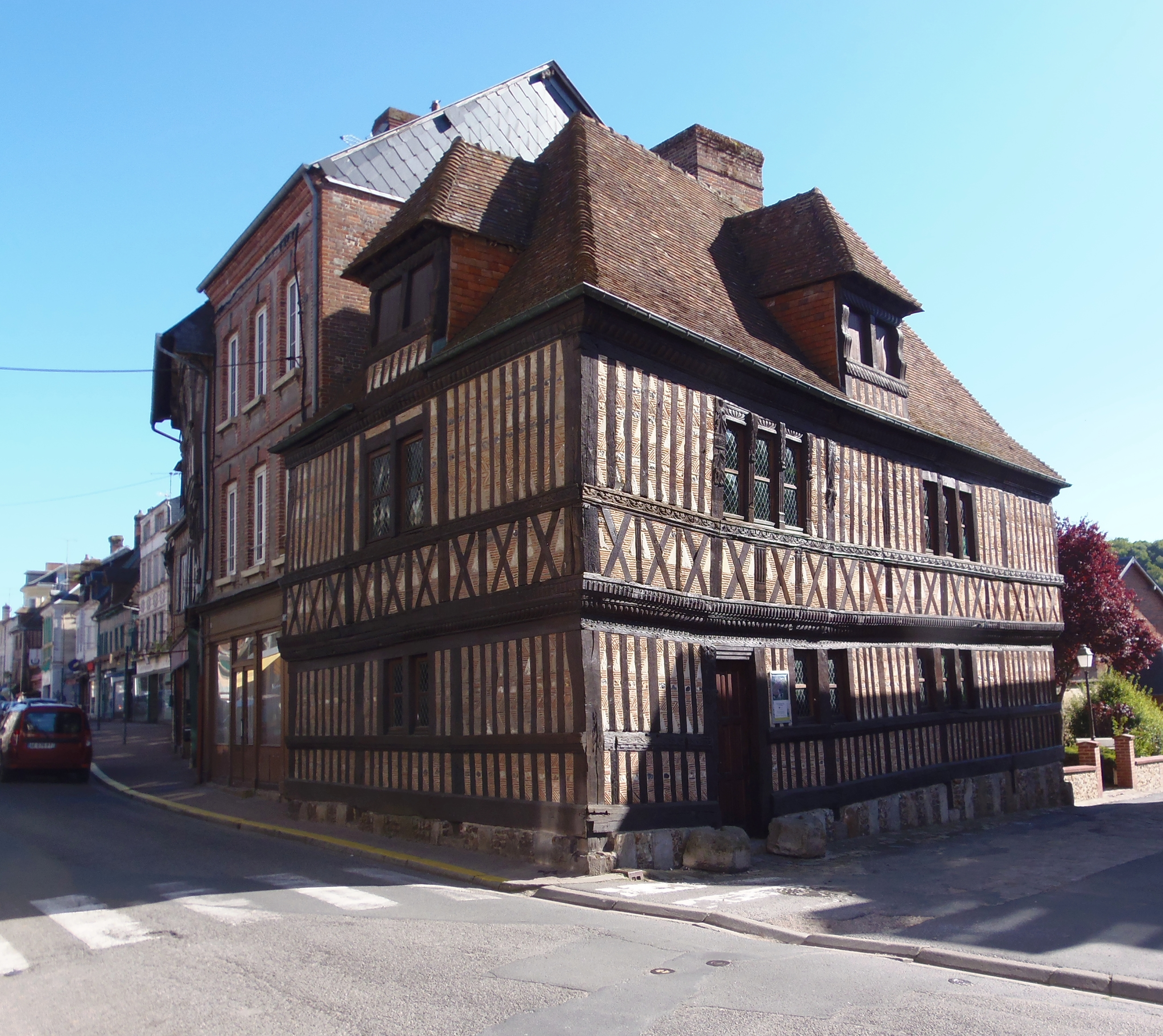
旧庄园
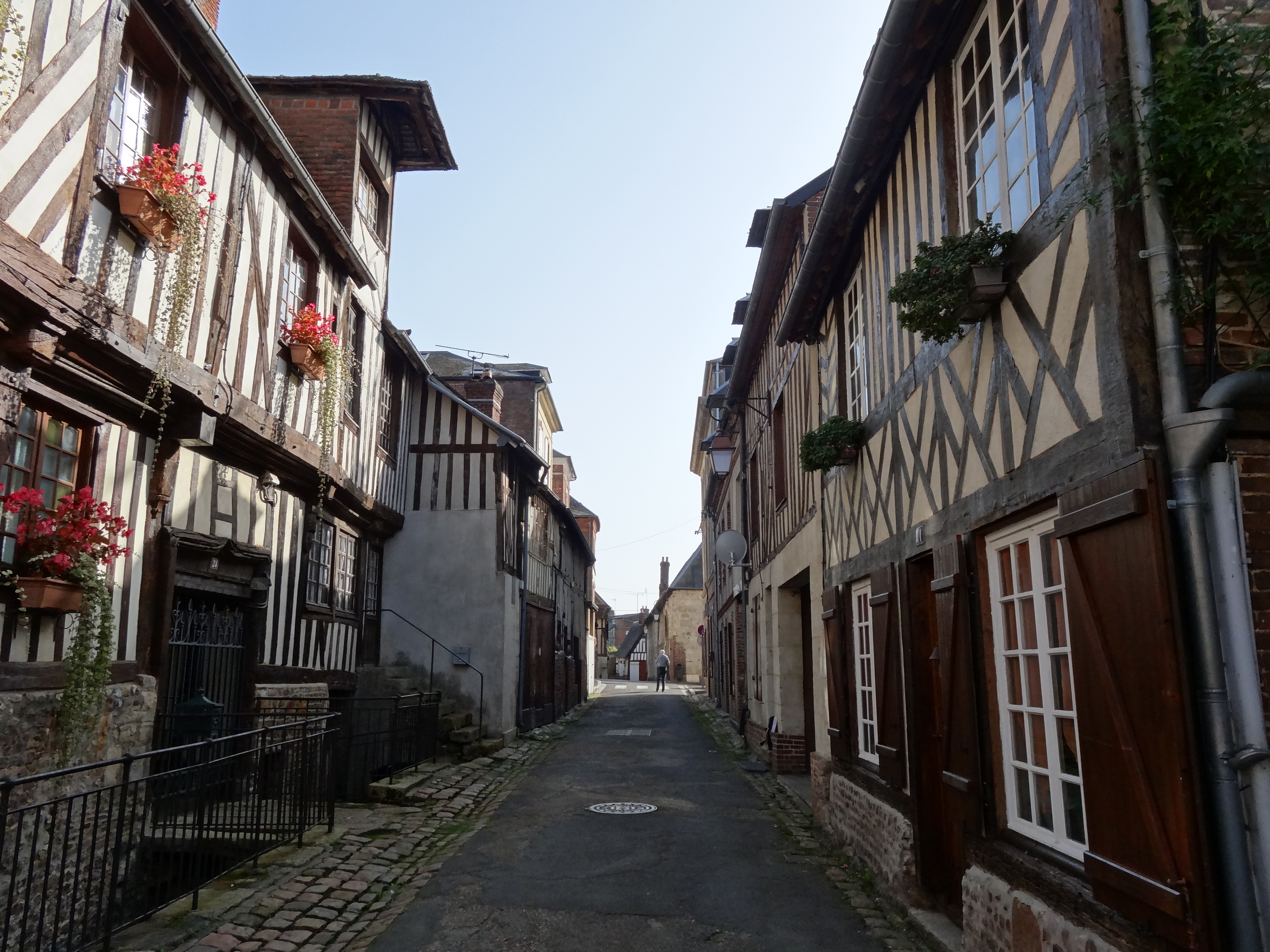
老城传统建筑

### 旅游
奥尔贝克的旅游事务由其所属的公共社区负责。2020年，奥尔贝克境内共有1个露营地，可容纳共35辆露营车。

### 媒体
法国主要的媒体均可在奥尔贝克接收，法国电视三台下属的诺曼底大区频道在部分时段播出奥尔贝克所属区域的地方新闻。

## 友好城市
截至2021年3月，奥尔贝克共与两座城市互为友好城市关系：
- 德国 弗拉默斯巴赫
- 英格兰 Kingsteignton